# Heodes bicentrojuncta
Heodes bicentrojuncta är en fjärilsart som beskrevs av Courvoisier 1912. Heodes bicentrojuncta ingår i släktet Heodes och familjen juvelvingar. Inga underarter finns listade i Catalogue of Life.